# Jan Bítovský z Lichtenburka
Jan Bítovský z Lichtenburka († 26. srpna 1346, Crécy-en–Ponthieu) byl moravský šlechtic z rozrodu Ronovců.
Janův otec Jindřich zemřel ještě za Janova dětství. Správu jeho majetku tedy převzali jeho strýcové Smil a Čeněk z Bítova, se kterými byl v tzv. nedílu. V roce 1343 došlo mezi ním a jeho strýci k dohodě, že se rodový majetek Bítovských (Bítov a Cornštejn) stane markraběcím lénem a bude rozdělen na tři části, přičemž po úmrtí dvou ze tří signatářů dohody měly jejich části připadnout poslednímu přeživšímu. Jan zahynul o tři roky později po boku českého krále Jana Lucemburského v bitvě u Kresčaku.